# Dr. Dog
Dr. Dog — американская инди-рок-группа из Филадельфии, штат Пенсильвания.

## Состав группы
- Тоби Лиман — бас-гитара, вокал
- Скотт МакМикен — соло-гитара, вокал
- Фрэнк МакЭлрой — ритм-гитара, бэк-вокал
- Зак Миллер — клавишные
- Эрик Слик[англ.] — барабаны
- Дмитрий Манос — тамбурин, гитара, барабаны

Ведущие обязанности вокалиста распределяются между Лиманом и МакМикеном, остальные члены группы способствуют гармонии. Кроме того, каждый член группы имеет прозвище. Они рассказали, что друзья группы также получают никнеймы, которые взяты из аспектов их жизни и личности (бывший член группы Эндрю «Суд» Джонс, например, является лицензированным адвокатом).
В ранних записях группы чувствуется влияние лоу-фай и инди-поп звучаний групп '90-х, таких как Guided By Voices и Pavement. Последние альбомы отличаются более отполированным звуком.

## Дискография
- 2003 — Toothbrush[2]
- 2005 — Easy Beat
- 2007 — We All Belong
- 2008 — Passed Away, Vol.1
- 2008 — Fate
- 2010 — Shame,Shame
- 2012 — Be The Void
- 2013 — B-Room
- 2015 — Live at a Flamingo Hotel
- 2016 — The Psychedelic Swamp
- 2016 — Midi Swamp
- 2017 — Abandoned Mansion
- 2018 — Critical Equation
- 2021 — Live 2